# Hägerstensvägen

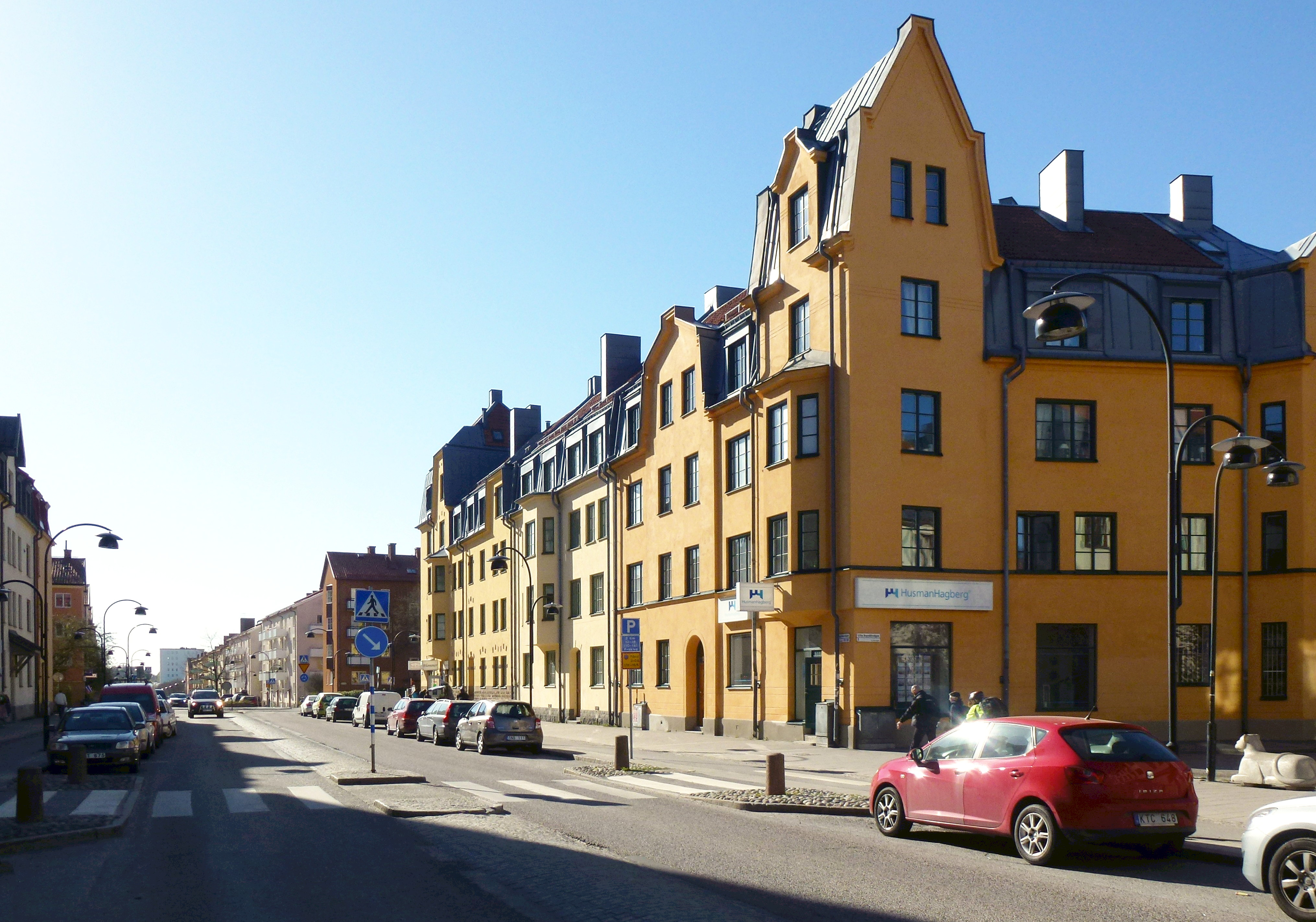
Hägersternsvägen västerut, 2014.

Hägerstensvägen är en gata, som sträcker sig mellan Liljeholmen och Mälarhöjden i Söderort inom Stockholms kommun.

## Beskrivning
Hägerstensvägen börjar vid Södertäljevägen i öster och slutar vid Slättgårdsvägen och Mälarhöjdens tunnelbanestation i väster. Gatan passerar genom stadsdelarna Aspudden och Hägersten. Gatan är fyra kilometer lång, och det högsta gatunumret är 336. Utmed gatans sträckning går tunnelbanan med stationerna Aspudden, Örnsberg, Axelsberg och Mälarhöjden. Den östra delen domineras av bebyggelse med flerbostadshus, i väster dominerar småhus.
Gatan hette tidigare Jarlagatan och fick sitt nuvarande namn 1924. Namnet härrör från stadsdelen Hägersten som i sin tur är uppkallad efter den ännu bevarade Hägerstens gård.
1972 stängdes Hägerstensvägen i höjd med Örnsberg för genomfartstrafik från och till stadsdelen Mälarhöjden. Under 1990-talet upprustades Hägerstensvägen genom Aspudden med smalare körbana för bilar, cirkulationsplatser, ny belysning och trädplantering samt utökat utrymme för fotgängare. I början av 2000-talet uppfördes nya bostadshus längs gatans södra del mellan Örnsberg och Axelsberg. 

### Villa Torino
Villa Torino (Hägerstensvägen 290 - fastighet Johan Ulfstjerna 7) med inspiration från den italienska renässansen. Byggherre var den italienska mosaikläggaren Luigi Nepote som lät bygga denna villa mellan 1926 och 1931 efter ritningar av arkitekt Roy Larsson. Både fasaderna och interiören är smyckade med mosaik, bland annat har husets öppna spisar dekor av mosaik och pärlemor. Fastigheten är grönmärkt av Stadsmuseet i Stockholm vilket innebär ”att bebyggelsen har ett högt kulturhistoriskt värde och är särskilt värdefull från historisk, kulturhistorisk, miljömässig eller konstnärlig synpunkt”.

## Bilder

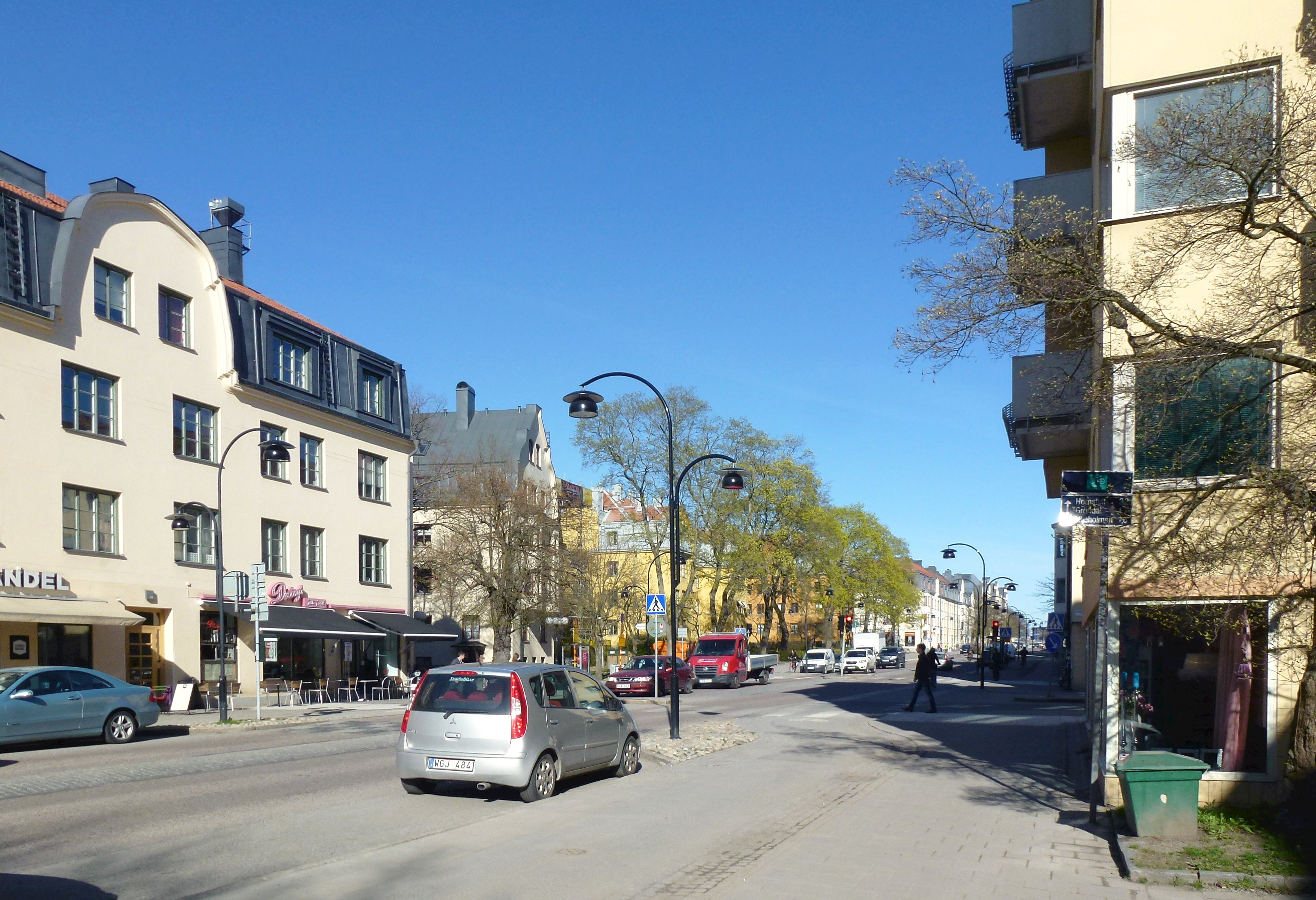
Hägersternsvägen österut.
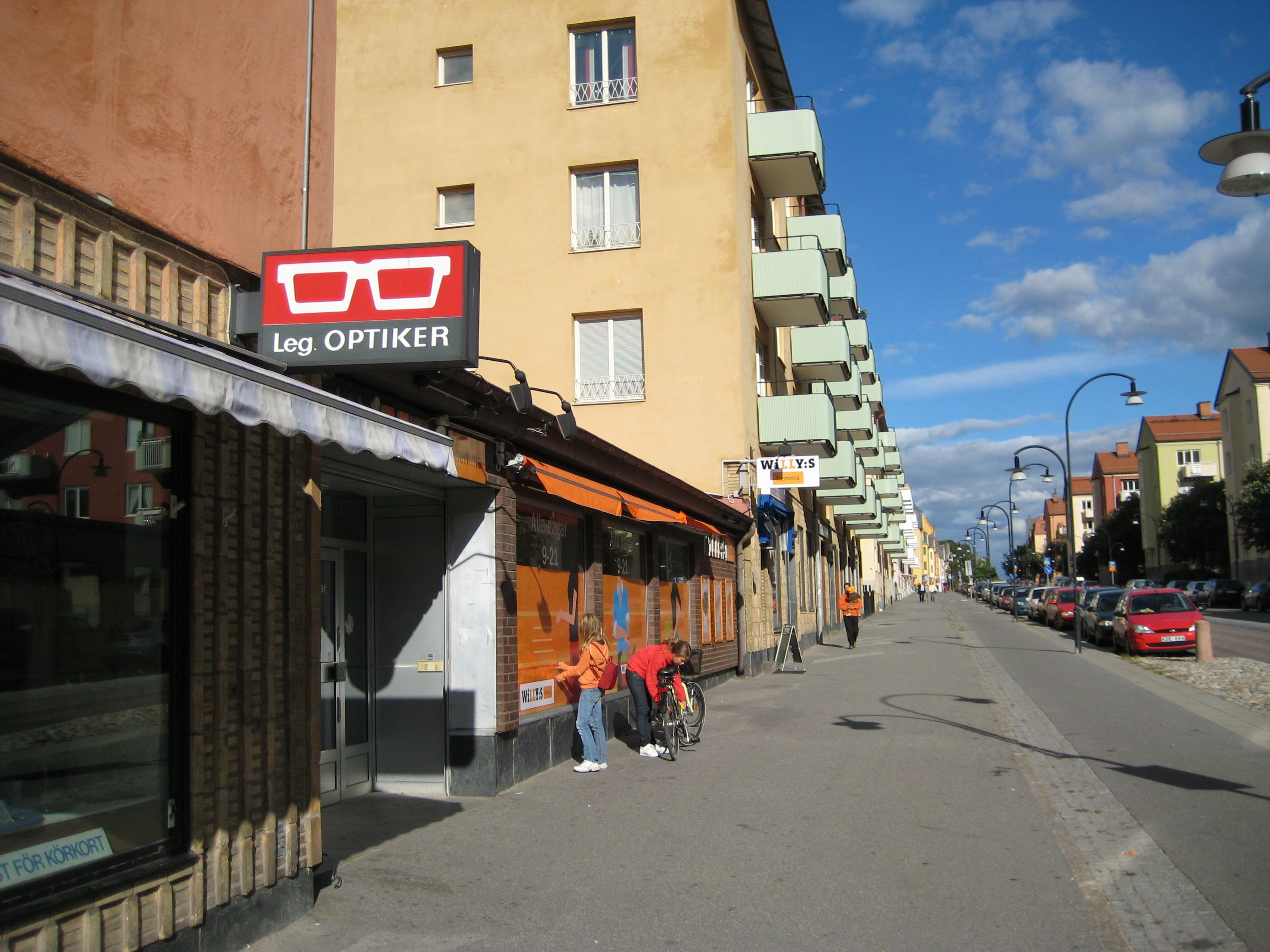
Hägerstensvägen, Aspudden
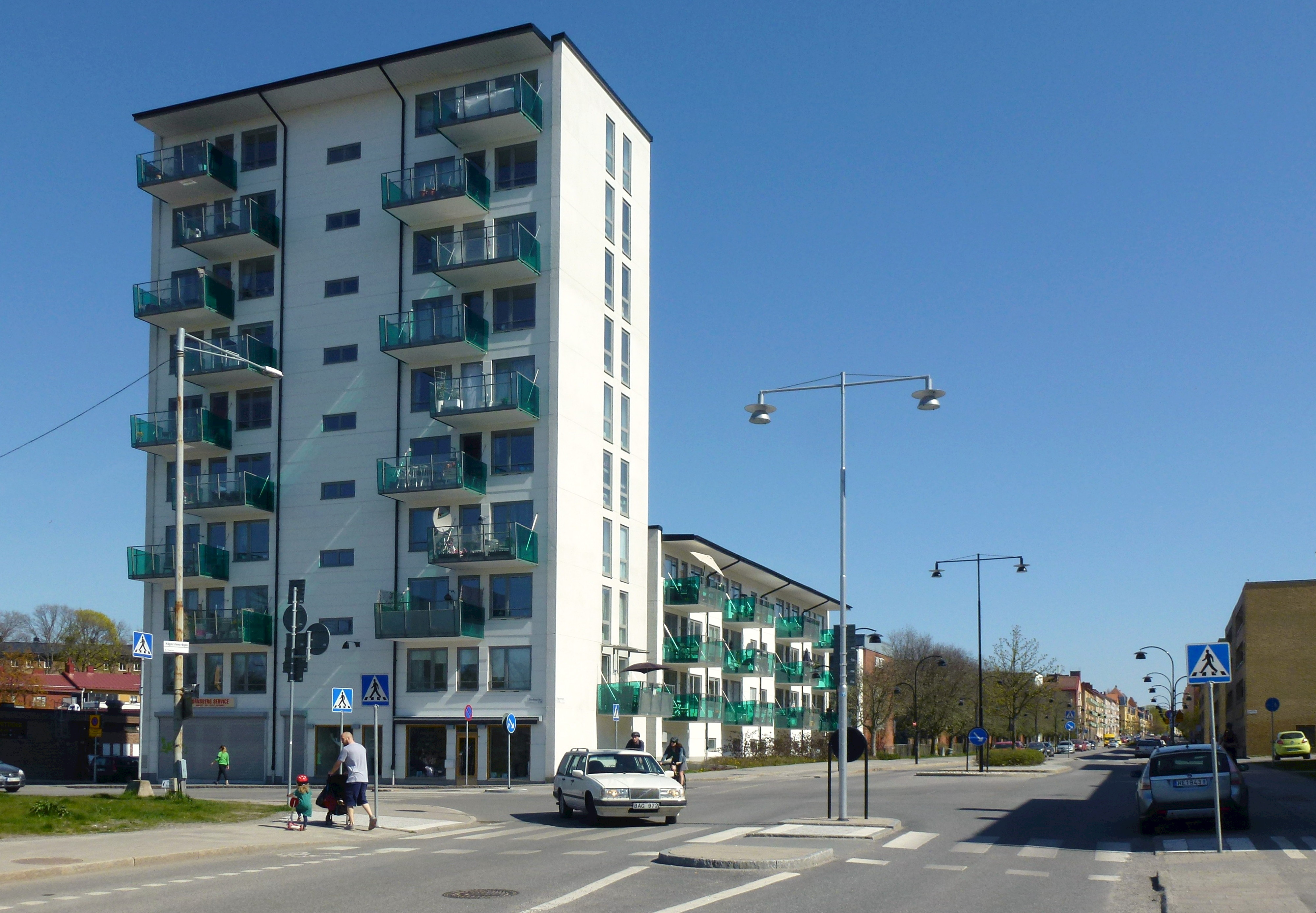
Hägerstensvägen, Örnsberg
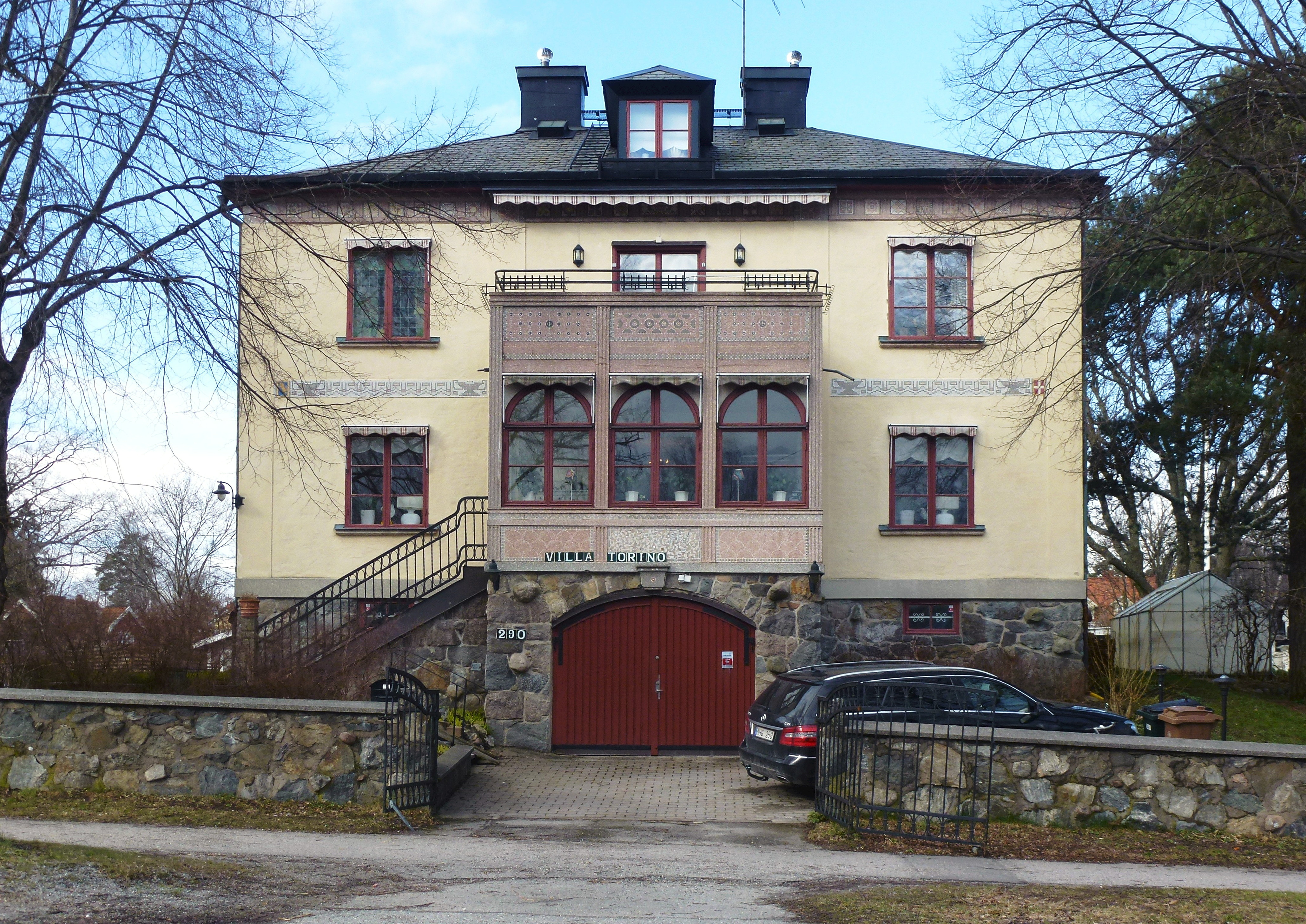
Villa Torino, Hägerstensvägen 290
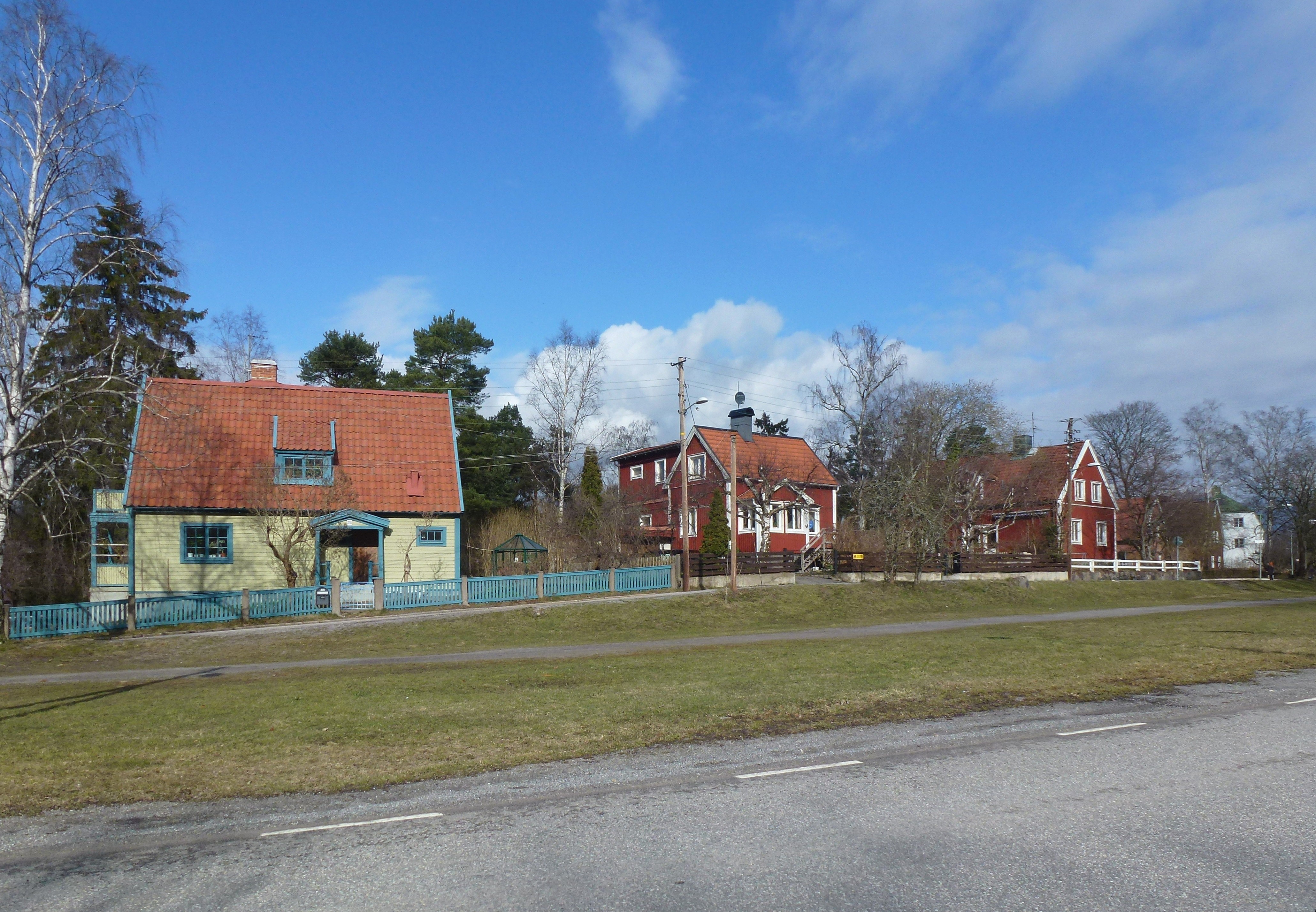
Hägerstensvägen, Mälarhöjden